# Marek Čech (futbolista eslovac)
|  | No s'ha de confondre amb Marek Čech (futbolista txec). |

Marek Čech   (Trebišov, 26 de gener de 1983) és un exfutbolista eslovac de la dècada de 2000.
Fou 52 cops internacional amb la selecció eslovaca amb la qual participà en la Copa del Món de Futbol de 2010. Pel que fa a clubs, defensà els colors de Inter Bratislava, Sparta Prague i FC Porto. Més tard jugà a West Bromwich Albion FC i Trabzonspor.